# Murata Manufacturing
Murata Manufacturing Co., Ltd. (株式会社村田製作所?, Kabushiki-gaisha Murata Seisakusho) è un costruttore giapponese di componenti elettronici con sede a Nagaokakyō, Kyoto.

## Storia
Akira Murata fondò la Murata nell'ottobre 1944. Nel dicembre 1950 creò la Murata Manufacturing Co., Ltd. con un capitale sociale di 1 milione di ¥.
Murata Manufacturing progetta e costruisce componenti passivi e attivi, come condensatori, oscillatori ceramici, filtri e componenti per alta frequenza, e sensori.
A marzo 2013 Murata Manufacturing ha 24 filiali in Giappone e 52 nel mondo.
Nel 2014 viene comprata la Peregrine Semiconductor Corporation.
Nel 2016 un memorandum of understanding viene firmato con la Sony per la commercializzazione di accumulatori (Sony Energy Devices Corporation).
Il 15 dicembre 2020, Murata ha annunciato l'apertura di un nuovo centro di ricerca e sviluppo dedicato alle applicazioni automobilistiche a Minatomirai, Yokohama, Prefettura di Kanagawa.

## Prodotti

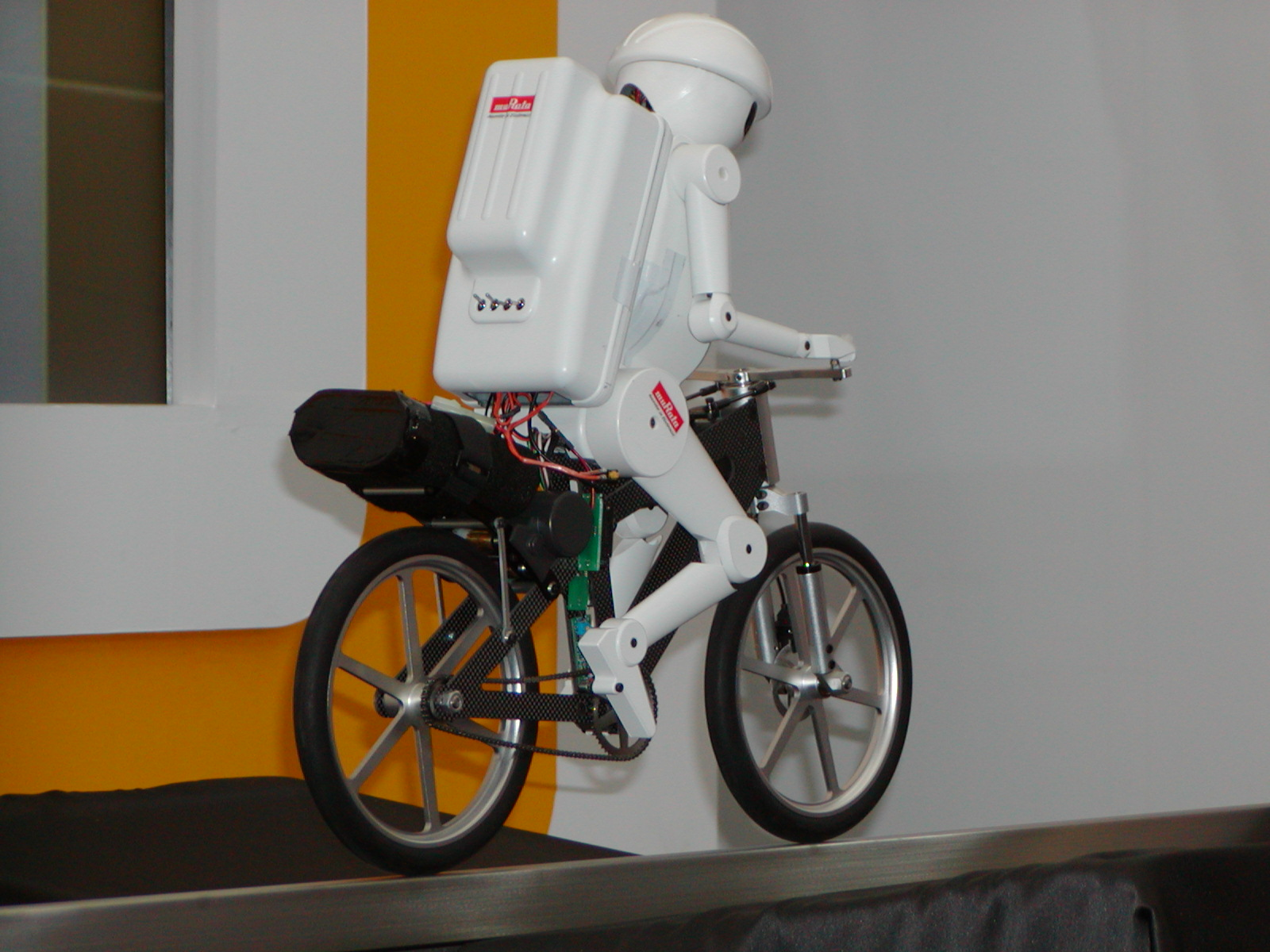
Murata Boy, robot Murata

Murata produce svariati componenti elettronici sia attivi che passivi. È nota soprattutto per i filtri per radiofrequenza in diverse tecnologie tipo thin film, thick film, e LTCC (Low Temperature Co-fired Ceramics). Produce condensatori ceramici monolitici, multistrato ceramici, induttori, filtri SAW, a cristallo, filtri LC, oscillatori ceramici e altro. E' titolare di svariati brevetti in ambito radiofrequenza. Murata detiene oltre 300 brevetti nella produzione di condensatori ceramici.